# Hodges (Caroline du Sud)
Pour les articles homonymes, voir Hodges.
Hodges est une ville située dans le comté de Greenwood, dans l’État de Caroline du Sud, aux États-Unis. Lors du recensement de 2020, elle comptait 162 habitants.